# Physella spelunca
Physella spelunca е вид коремоного от семейство Physidae. Видът е световно застрашен, със статут Уязвим.

## Разпространение
Разпространен е в САЩ.